# Euphoresia graueri
Euphoresia graueri är en skalbaggsart som beskrevs av Moser 1918. Euphoresia graueri ingår i släktet Euphoresia och familjen Melolonthidae. Inga underarter finns listade i Catalogue of Life.